# Euastrum verrucosum
Euastrum verrucosum là một loài Song tinh tảo trong họ Desmidiaceae, thuộc chi Euastrum.